# Пепе'екео
Пепе'екео насељено је место за статистичке потребе у америчкој савезној држави Хаваји. По попису становништва из 2010. у њему је живело 1.789 становника.

## Демографија
Према попису становништва из 2010. у граду је живело 1.789 становника, што је 92 (5,4%) становника више него 2000. године.
| Група             | 2000.       | 2010.       |
| Белци             | 196 (11,5%) | 196 (11,0%) |
| Афроамериканци    | 4 (0,2%)    | 12 (0,7%)   |
| Азијати           | 928 (54,7%) | 770 (43,0%) |
| Хиспаноамериканци | 170 (10,0%) | 225 (12,6%) |
| Укупно            | 1.697       | 1.789       |